# Aspalathus steudeliana
Aspalathus steudeliana är en ärtväxtart som beskrevs av Adolphe-Théodore Brongniart. Aspalathus steudeliana ingår i släktet Aspalathus och familjen ärtväxter. Inga underarter finns listade i Catalogue of Life.